# Lijst van bibliotheken in Kortrijk
Binnen de stad Kortrijk bevinden of bevonden zich heel wat bibliotheken.
Deze algemene pagina, tevens doorverwijspagina, verzamelt ze.

## Openbare bibliotheek Kortrijk
- Centrale Bibliotheek Kortrijk
- Buurtbibliotheek De Bildings
- Buurtbibliotheek Lange Munte
- Buurtbibliotheek Aalbeke
- Buurtbibliotheek Bellegem
- Buurtbibliotheek Bissegem
- Buurtbibliotheek Heule
- Buurtbibliotheek Kooigem
- Buurtbibliotheek Marke
- Buurtbibliotheek Rollegem

## Erfgoedbibliotheken
- Bibliotheek Stadsarchief Kortrijk
- Bibliotheek Rijksarchief Kortrijk
- Bibliotheek De Franse Nederlanden[1].

## Openbare bibliotheken van onderwijsinstellingen
- Bibliotheek Kulak
- Centrale Bibliotheek KATHO
- Bibliotheek Hogeschool West-Vlaanderen

## Openbare bibliotheken met dienstverlening op afspraak
- Bibliotheek Broelmuseum
- Bibliotheek OCMW Kortrijk
- Bibliotheek Muziekconservatorium Kortrijk
- Bibliotheek Koninklijke Academie voor Schone Kunsten Kortrijk
- Medische bibliotheek AZ Groeninge